# Angelita Trujillo
María de los Ángeles del Sagrado Corazón de Jesús Trujillo Martínez (10 de Junho de 1939, Neuilly-sur-Seine, Paris, França – 21 de agosto de 2023, Miami, Estados Unidos), conhecida como Angelita Trujillo, foi uma escritora dominicana. É mais conhecida como a filha predileta do ex-ditador da República Dominicana Rafael Trujillo.

## Juventude
Angelita Trujillo é a filha do homem-forte da República Dominicana, o Generalíssimo Rafael Trujillo, e de sua terceira esposa María de los Ángeles Martínez y Alba, conhecida como la Españolita por causa de sua origem espanhola
Trujillo teve uma infância privilegiada. Foi uma enviada especial do governo da República Dominicana para a coroação da rainha Elizabeth II do Reino Unido em 1953.  Dois anos mais tarde, foi celebrada em Ciudad Trujillo (atual Santo Domingo) a Feira da Paz e da Confraternidade do Mundo Livre, na qual Angelita, com dezesseis anos de idade, foi coroada como "Rainha Angelita I" por presidir a exposição mundial. 

## Exílio e morte
Após o assassinato de seu pai em 1961, a família Trujillo exilou-se para Paris e depois para Madrid. Em Espanha, Trujillo se divorciou do coronel  Luis José León Estévez. Após sete anos em Madrid, Trujillo mudou-se para Nova Iorque, onde se encontrou com o coronel Luis José Domínguez Rodríguez, e se casou com ele. 
Ela faleceu em 21 De agosto de 2023, aos 84 anos, em Miami.

## Obras
- Trujillo, mi padre, en mis memorias (2010)